# Bi-wiring

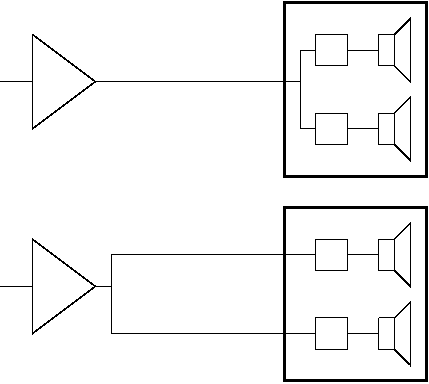
Förstärkare och högtalare med två element och inbyggda delningsfilter. Överst normal anslutning, nederst bi-wiring.

Bi-wiring, biwiring, är ett sätt att ansluta en högtalare med flera högtalarelement till en förstärkare. Normalt används endast en kabel mellan förstärkare och högtalare, där de olika högtalarelementen sedan delar på en anslutning, eventuellt via delningsfilter. Vid bi-wiring används istället två kablar (med två ledare i varje) mellan förstärkare och högtalare, en för diskantelementet och en för baselementet (även här ofta i kombination med delningsfilter). Detta har påståtts kunna öka ljudkvaliteten, men varför så skulle vara fallet är oklart, och det har inte heller kunnat påvisas signifikanta hörbara eller mätbara skillnader. Ur elektrisk synvinkel är kopplingssätten i princip samma sak.
Notera skillnaden mot användning av delningsfilter och separata förstärkare för högre och lägre frekvenser vilket är vanligt i PA-sammanhang. I detta fall är separata ledningar för bas- och diskantsystemen oundvikligt.